# ISO 639-3
ISO 639-3 je třetí částí mezinárodního standardu ISO 639. Sestává ze 7 776 třípísmenných kódů světových jazyků. Jde o rozšíření standardu ISO 639-2 s cílem pokrýt všechny známé přirozené jazyky. Tato norma byla publikována Mezinárodní organizací pro normalizaci (ISO) 5. února 2007.
Využití standardu se předpokládá v řadě aplikací, především v počítačových systémech, které potřebují podporovat mnoho jazyků. Standard obsahuje co možná nejúplnější výčet jazyků živých i mrtvých, starověkých i umělých, světových i menšinových, psaných i nepsaných. Nezahrnuje ovšem rekonstruované jazyky jako je protoindoevropština.
Množina jazyků ISO 639-3 je nadmnožinou ISO 639-1. Z ISO 639-2 pokrývá všechny individuální jazyky, ale ne skupiny jazyků; pro individuální jazyky zastoupené v ISO 639-2 je kód ISO 639-3 stejný. Pro jazyky, které mají dva různé kódy ISO 639-2 (B a T), se v ISO 639-3 používá kód T („terminologický“; to je ten, který vychází z názvu jazyka v něm samém). Normy ISO 639-1 a -2 se zaměřovaly především na důležité jazyky, častěji zastoupené ve světové literatuře.
Příklady:
| jazyk       | 639-1 | 639-2 (B/T) | 639-3 typ    | 639-3 kód  |
| ----------- | ----- | ----------- | ------------ | ---------- |
| angličtina  | en    | eng         | individuální | eng        |
| němčina     | de    | ger/deu     | individuální | deu        |
| arabština   | ar    | ara         | makrojazyk   | ara        |
| arabština   | ar    | ara         | individuální | arb a jiné |
| minnanština | —     | —           | individuální | nan        |

Hranice mezi jazykem a dialektem je v řadě případů předmětem sporů a norma ISO 639-3 je postupně rozšiřována. K dubnu 2012 obsahuje 7776 položek. Inventář jazyků je založen na několika zdrojích, mj. samostatné jazyky obsažené v ISO 639-2, moderní jazyky z Ethnologue, historické varianty, starověké jazyky a umělé jazyky od Anthony Aristara a z Linguist Listu. Další jazyky jsou doporučovány v každoročním období pro komentáře veřejnosti.

## Kódový prostor
Protože každý kód je trojice malých písmen anglické abecedy, horní mez pro počet jazyků, které lze tímto způsobem reprezentovat, je 26³ = 17 576. Protože je však vyloučeno užití kódů, které existují v ISO 639-2 a nebyly převzaty (4 zvláštní kódy, 520 kódů s rezervovaným využitím a 23 kódů typu B), musí se horní mez snížit na 17 030. K dalšímu snížení dojde po odečtení kódů kolekcí jazyků v ISO 639-2 a těch, které teprve budou definovány v ISO 639-5.

## Makrojazyky
56 jazyků z ISO 639-2 se pro účely normy ISO 639-3 považují za „makrojazyky“, které někteří uživatelé v některých kontextech považují sice za samostatný jazyk, ale jejich varianty jsou natolik lingvisticky odlišné, že mohou být v jiných kontextech také považované za samostatný jazyk.
Některé z těchto makrojazyků, např. ara (arabština, různé druhy) jsou v ISO 639-3 rozděleny (existuje zde několik kódů pro jednotlivé varianty (jazyky) daného makrojazyka; celý makrojazyk může mít také svůj vlastní kód). Jiné, např. nor (norština) měly své varianty pokryté už v ISO 639-2 (v tomto případě nno (nynorsk) a nob (bokmål)). To znamená, že některé jazyky (např. arb, spisovná arabština), které byly v ISO 639-2 považovány za dialekty jednoho jazyka (ara), jsou nyní v ISO 639-3 v určitých kontextech považovány za samostatné jazyky.
Norma se tak snaží vypořádat s variantami, které se mohou lingvisticky lišit, ale jejich uživatelé s nimi zacházejí jako se dvěma formami téhož jazyka, např. v případě diglosie.
Například:
- ara (obecná arabština, 639-2)[5]
- arb (spisovná arabština, 639-3)[6]

Pro úplný seznam viz .

## Sdružené jazyky
„Kód sdruženého jazykového prvku je identifikátor, který zastupuje skupinu samostatných jazyků, které se nepovažují za jeden jazyk v žádném kontextu.“ Takové kódy nezastupují žádný samostatný jazyk ani makrojazyk.
Zatímco ISO 639-2 obsahuje třípísmenné sdružené kódy jazykových rodin, které bylo možné použít pro jazyky bez vlastního kódu, do ISO 639-3 tyto sdružené kódy zahrnuty nebyly. ISO 639-3 tedy není nadmnožinou ISO 639-2.
ISO 639-5 definuje třípísmenné sdružené kódy pro jazykové rodiny a skupiny.

## Zvláštní kódy
Několik kódů je vyhrazeno pro zvláštní užití u jazyků, které nemají vlastní kód:
| mis | jazyk bez vlastního kódu                  |
| mul | směs více jazyků                          |
| und | neznámý jazyk                             |
| zxx | nelingvistický obsah (třeba binární data) |

Kódy qaa–qtz jsou „vyhrazeny pro vlastní užití“, např. pro vymřelé jazyky na Linguist Listu.

## Využití ISO 639-3
- Ethnologue, Linguist List
- Jazyková značka IETF
- Lexical Markup Framework, specifikace ISO pro reprezentaci strojově čitelných slovníků
- Navrženo jako jazykové TLD (lcTLD)[10][11]